# Fredriksskans
Fredriksskans é um Multi Estádio em Kalmar, Suécia.  Atualmente é usado para jogos de futebol e o time da casa é o Kalmar FF. O Estádio tem capacidade de 8.500 pessoas e foi construído em 1910.  Mas deve ser substituído pela Kalmar Arena em 2011.